# 污斑鸚竺鯛
污斑鸚竺鯛（學名：Ostorhinchus spilurus），又稱污斑鸚天竺鯛，為輻鰭魚綱鈎頭魚目天竺鯛科鸚竺鯛屬下的一個種，分布於西印度洋鴻海南部及巴基斯坦海域，深度37至65公尺，體長可達7.4公分，棲息在礁石區，夜間活動，屬肉食性，繁殖期時，雄魚具有口孵習性，卵約7日化成仔魚，由雄魚吐出，具短暫的仔魚飄浮期，生活習性不明。